# Тројански астероид
Тројански астероид је назив за астероид или природни сателит који дијели орбиту са већом планетом или природним сателитом, али се са њим не судара зато што се налази у једној од двије Лагранжове тачке стабилности L4 или L5, које су 60 степени испред и иза главног већег небеског тијела.
Термин се у прво време односио на астероиде у Лагранжовим тачкама око Јупитера, и астероиди у Лагранжовим тачкама око других планета се могу звати Лагранжови астероиди. Касније су нађени објекти у Лагранжовим тачкама Марса и Нептуна. Уз то, откривени су и тројански природни сателити - у Лагранжовим тачкама два Сатурнова мјесеца средње величине. 
Термин тројански астероид се обично односи на Јупитерове тројанце.
5261 Eureka, 1998 VF31, 1999 UJ7, и 2007 NS2 су Марсови тројански астероиди.
Шест Нептунових тројанаца је познато, али се сматра да по укупном броју надмашују број Јупитерових тројанаца за један ред величине.